# Karszew
Karszew är en by vid floden Ner i Powiat kolski i det polska vojvodskapet Storpolen. Karszew är beläget 5 kilometer öster om Dąbie, 21 kilometer sydost om Koło och 139 kilometer öster om Poznań.